# Allmannsweiler
Allmannsweiler è un comune tedesco di 335 abitanti situato nel land del Baden-Württemberg.